# Sibirien (Drama)
Sibirien ist ein Monolog von Felix Mitterer, den er 1989 in Innsbruck verfasste. Felix Mitterer wurde von Siegmar Bergelt, dem das Werk auch gewidmet ist, inspiriert, als er ihn als Darsteller in einem seiner früheren Werke auf der Bühne sah. Das Werk ist in einem stilisierten Dialekt in freien Rhythmen verfasst.

## Historischer Hintergrund
Österreich wird von den Alliierten als das erste von Hitler überfallene Land angesehen. Das macht es weiten Kreisen in Österreich möglich, die nationalsozialistische Vergangenheit leichter als Deutschland zu verdrängen. Die beiden großen Nachkriegsparteien (ÖVP, SPÖ) waren sich in einem Punkt einig, dass man der Entmachtung durch die alliierte Okkupation und der Gefahr der wirtschaftlichen Plünderung nur mit vereinten Kräften entgegentreten konnte. Das hieß, die früheren Feindschaften und Gegensätze, den blutigen Bürgerkrieg 1934, die Kapitulation vor Hitler und den österreichischen Anteil der Judenverfolgung zu vergessen. 

## Literarische Epoche
Zum Teil an alte Traditionen anknüpfend (Nestroy, Brecht), verfassen nach 1945 österreichische Autoren wie Helmut Qualtinger, Wolfgang Bauer und Felix Mitterer Volksstücke. Diese dienen entweder der Bewältigung der nationalsozialistischen Vergangenheit oder beschreiben die gegenwärtige soziale Realität von Randgruppen.

## Inhalt
In dem Werk geht es um einen alten Mann, der von seiner Familie in ein Heim abgeschoben wurde. 
In seinen jungen Jahren war er Soldat und musste nach Sibirien in die Kriegsgefangenschaft. Er beschreibt ständig, wie kalt und hart es dort war. Er vergleicht seinen jetzigen Zustand mit dem seinerzeit in Sibirien. Oft klagt er und sehnt sich nach den Zeiten mit seiner Frau und seinem Hund. Doch seine Familie will ihn nicht nach Hause zurückholen, wo er so gerne gewesen ist, da er sich über alles und jeden beklagt. Er kritisiert andauernd und mischt sich überall ein – ein richtiger Choleriker. Doch mit der Zeit begreift er, warum ihn seine Familie nicht zurückhaben möchte. Er fleht sie an und er verspricht, alles zu tun, was ihm gesagt wird. Nie wieder möchte er sich irgendwo einmischen, er möchte nur im Kreise der Familie sein und seinen Hund immer bei sich haben. 
Er ist verzweifelt, da niemand ihm zuhört. Er schreibt einen Brief an den Bundespräsidenten und beklagt in dem Schreiben die fürchterlichen Zustände im Pflegeheim, und wie schlecht dort alle behandelt werden. Er kämpft solange, bis der Bundespräsident ihn besucht und er ihm alles zeigen und von der Seele sprechen kann. (Es kommt nicht heraus, ob er sich das nur einbildet oder ob es wirklich passiert). 
Die 5 Akte zeigen den zunehmenden körperlichen Verfall des Mannes. Anfangs kann er im Zimmer herumgehen, dann am Bett sitzen, schließlich nur noch bewegungslos liegen.
Seine letzten Worte lauten: „Agnes, meine liebe Frau, komm an meine Seite, Hund, leg dich mir zu Füßen, nicht mehr lange, dann werden wir zusammen am Flußufer sein und laufen und laufen.“

## Interpretation
Der gesamte Monolog in Sibirien ist eine Anklage und greift die vielen Missstände, die in Pflegeheimen vorherrschen, auf. Als Synonyme für diese im Werk dargestellte schreckliche Anstalt verwendet die Hauptfigur auch die Wörter „Getto“ oder „Totenfabrik“.
Hier werden die Heiminsassen zum Kind degradiert und behandelt wie Tiere: nicht nur vernachlässigt, sondern auch geschlagen, beschimpft, verspottet und mit Spritzen zur Ruhe gebracht. Randalierer haben keine Chance. Für die Pfleger sind die Pensionisten eine Plage, auf ihre Gefühle nehmen sie keine Rücksicht, Kritik wird nicht geduldet. Man macht ihnen unweigerlich klar: „Seid froh, dass ihr überhaupt hier sein dürft!“
Auch der Protagonist muss bald einsehen, dass man mit Aufbegehren nichts erreichen kann, dass man sich fügen und damit jedes Recht auf Selbstbestimmung ablegen muss, denn ein Überleben in einer solchen Anstalt ist nur durch ein enormes Maß an Diplomatie und durch Bestechung möglich.
Weiters wird der Egoismus der Jüngeren angeklagt. Diese nehmen die Wohnung und das Sparbuch des renitenten Querulanten an sich und sind froh, ihn endlich loszuwerden.
Dabei merken nur die wenigsten, welche tragischen Zustände tatsächlich herrschen. „Den Schein zu wahren“ lautet die oberste Prämisse. Und dies wird auch erfolgreich durchgezogen, denn eigentlich ist niemand so wirklich bereit, der traurigen Wahrheit ins Auge zu blicken.